# Evaza
Evaza ou Euazai (en grec ancien Εύάξα), aussi appelée Theodosioupolis (Θεοδοσιούπολις), Augaza (Aύγαξα ; cette forme n'est utilisée que par le géographe byzantin Hiéroclès dans son Synekdèmos) ou Eugaza, est une ville, siège d'un évêché d'Asie Mineure, située en Turquie dans la région d'Éphèse.

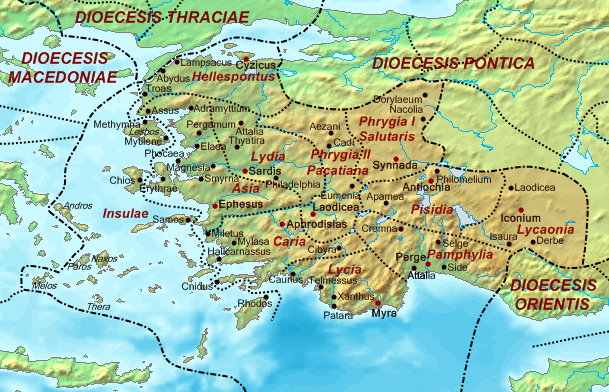
Carte des diocèses asiatiques au Ve siècle.

## Situation géographique
La ville d'Evaza se situe dans le diocèse d'Asie Mineure dans la vallée du Caystre, aujourd'hui appelé Küçük Menderes. Elle fait partie de la province ecclésiastique d’Éphèse en tant qu'évêché. Selon Ladislav Zgusta (en), elle pourrait être établie entre les villes de Dioshieron et Colophon, mais son emplacement exact reste, aujourd'hui encore, indéterminé. Evaza fait partie d'une région organisée selon un mode de vie paysan.
Arnold Hugh Martin Jones qualifie Evaza de « misérable petite ville ». La taille réduite du lieu semble être confirmée par « l'affaire Bassianos d'Éphèse » (ou Bassianus en latin, Bassien en français), jugée dans le cadre du Concile de Chalcédoine : en effet, Bassianos explique avoir été ordonné de force évêque d'Evaza par l'évêque métropolite Memnon d'Éphèse, son supérieur, qui, jaloux de sa popularité, souhaitait l'éloigner. Le choix de cette localité pour écarter son rival indiquerait donc la faible importance d'Evaza. D'autre part, selon Pascal Culerrier, nombre d'évêchés orientaux de l'Antiquité tardive avaient pour siège de petites bourgades.
Pour certains chercheurs, Augaza pourrait être la ville de Carie Algizea (Aλγιξεα), mais cette hypothèse a récemment été remise en question.

## Étymologie
Ladislav Zgusta réfute l'idée selon laquelle Evaza dériverait du grec euazo, eua (εὖάξω, εὖα) et préfère conjecturer qu'il s'agit de l'hellénisation d'un nom comme Oueza (Ουεξα).

## Histoire
La date de fondation d'Evaza, tout comme celle de son élévation au rang de siège d'un évêché, est inconnue. Elle aurait disparu entre le XIIe et le XIIIe siècle.

### Évêques
On connait quelques évêques ayant siégé à Evaza :
- Eutrope (en latin Eutropius), qui a assisté au Concile d'Éphèse, est allé à Evaza du 22 juin 431 au 22 juillet 431[10].
- Bassien (Bassianus), nommé évêque d'Evaza de force, probablement après 431[11], ne s'y est jamais rendu[12].
- Olympe (Olympius), qui a participé au Concile de Chalcédoine, y a siégé du 8 août 449 jusqu'en octobre 451[13].
- Gregoire (Gregorius) s'y est rendu en septembre 691[14].
- Nicodème (Nicodemus), présent au deuxième concile de Nicée, y est allé du 24 septembre 787 au 13 octobre 787[14].